# Caccobius discrepans
Caccobius discrepans är en skalbaggsart som beskrevs av Louis Albert Péringuey 1901. Caccobius discrepans ingår i släktet Caccobius och familjen bladhorningar. Inga underarter finns listade.